# Cot Karieng
Cot Karieng is een bestuurslaag in het regentschap Aceh Besar van de provincie Atjeh, Indonesië. Cot Karieng telt 544 inwoners (volkstelling 2010).